# Communauté de communes du Val Drouette
Die Communauté de communes du Val Drouette ist ein ehemaliger französischer Gemeindeverband mit der Rechtsform einer Communauté de communes im Département Eure-et-Loir in der Region Centre-Val de Loire. Der Gemeindeverband wurde am 23. November 2001 gegründet und bestand aus fünf Gemeinden. Der Verwaltungssitz befand sich im Ort Épernon.

## Historische Entwicklung
Mit Wirkung vom 1. Januar 2017 fusionierte der Gemeindeverband mit
- Communauté de communes des Quatre Vallées,
- Communauté de communes des Terrasses et Vallées de Maintenon,
- Communauté de communes du Val de Voise sowie
- Communauté de communes de la Beauce Alnéloise

und bildete so die Nachfolgeorganisation Communauté de communes des Portes Euréliennes d’Île-de-France.

## Ehemalige Mitgliedsgemeinden
1. Droue-sur-Drouette
2. Épernon
3. Gas
4. Hanches
5. Saint-Martin-de-Nigelles